# Drapacz Chmur
Der Drapacz Chmur (polnisch für Der Wolkenkratzer) wurde 1934 nach einem Entwurf von Stefan Bryła und Mieczysław Kozłowski nach fünf Jahren Bauzeit fertiggestellt. Er steht an der ul. Żwirki i Wigury 15 in Katowice.
Der „Wolkenkratzer“ war eines der vielen modernen öffentlichen Gebäude, die in der Zwischenkriegszeit im südlichen Stadtgebiet erbaut wurden, um die Bedeutung von Kattowitz als Hauptstadt der Autonomen Woiwodschaft Schlesiens zu untermauern. Damals beherbergte er in seinen unteren Etagen die Finanzbehörden der Autonomen Woiwodschaft Schlesien, während die oberen Stockwerke von Finanzbeamten bewohnt wurden. Die Wohnungen waren sehr luxuriös und wurden nach dem Zweiten Weltkrieg von Schriftstellern wie Kalman Szegal und Bolesław Lubosz oder Filmemachern wie Gustaw Holoubek und Kazimierz Kutz bewohnt.

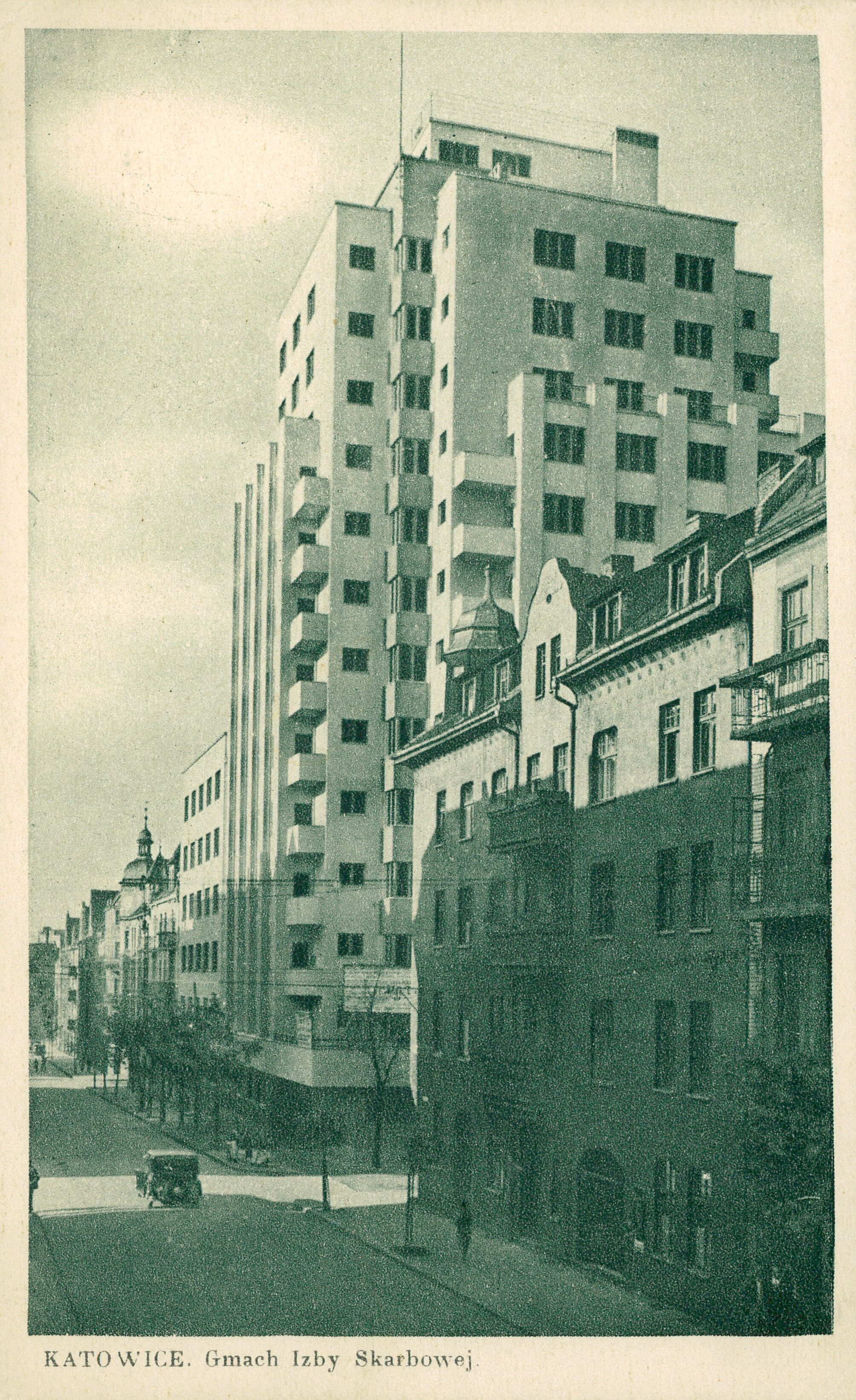
Postkarte, zwischen 1934 und 1936
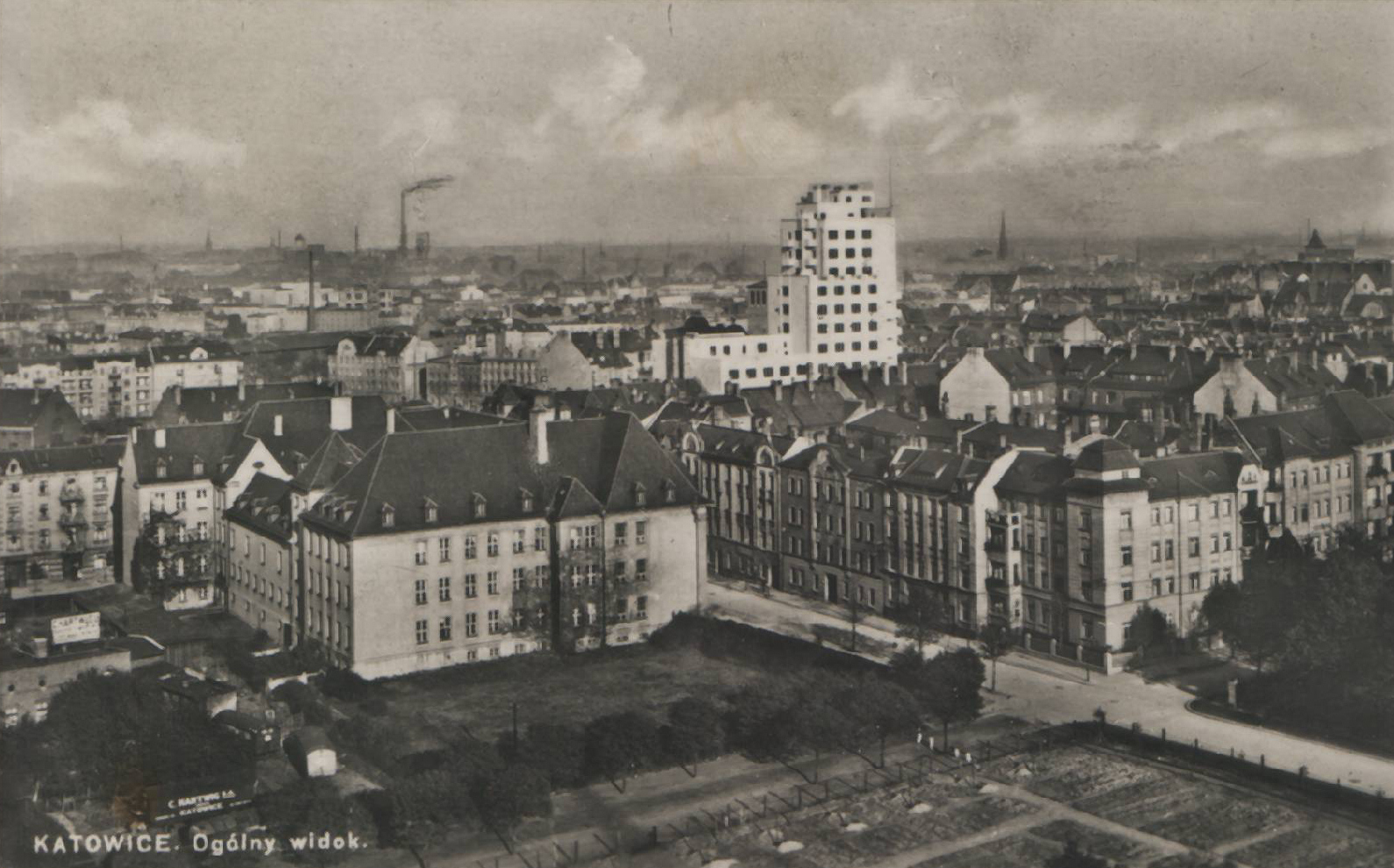
Stadtpanorama mit dem Drapacz Chmur, 1930er-Jahre
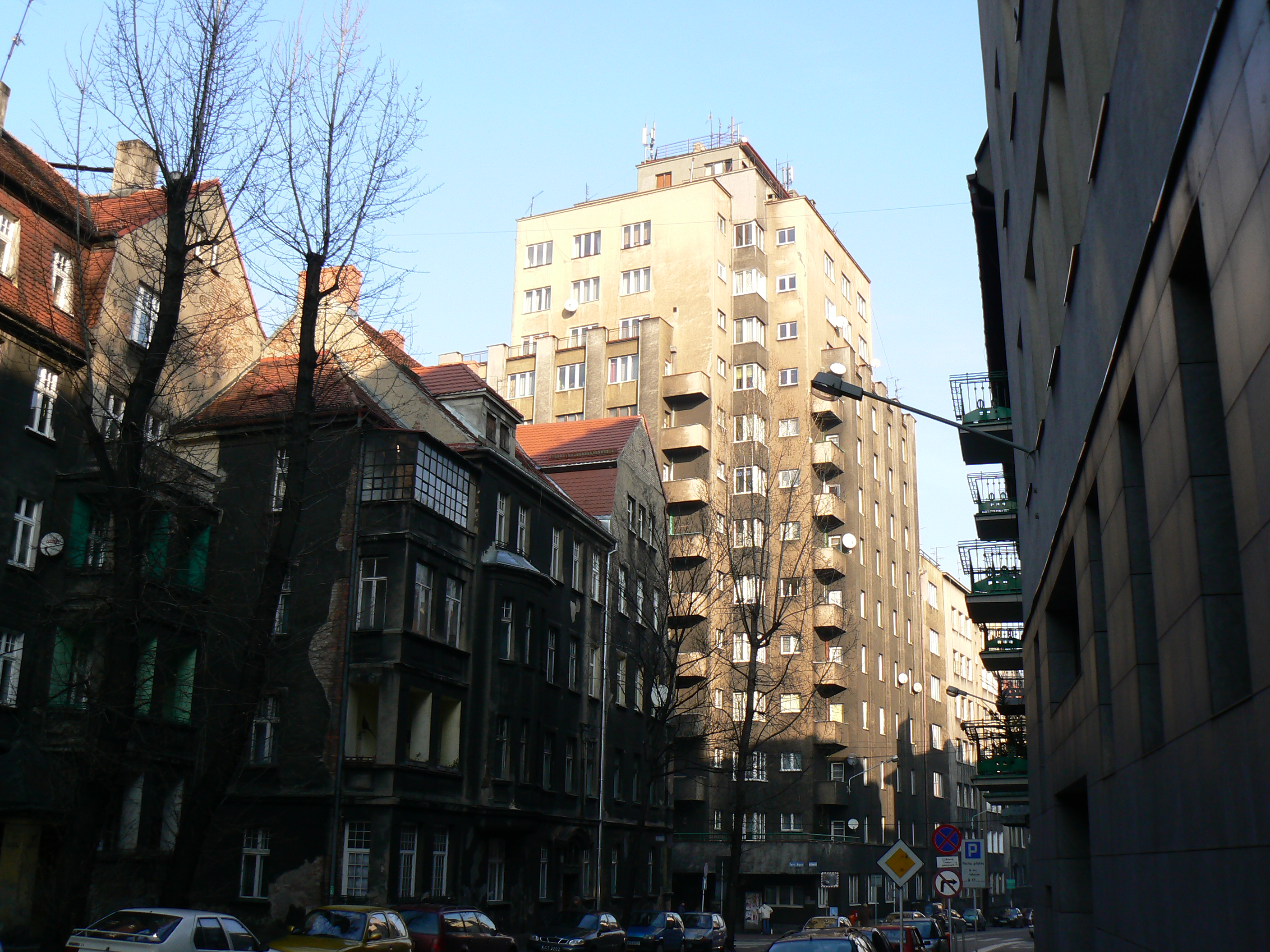
Der Kattowitzer Drapacz Chmur 2007